# Germade

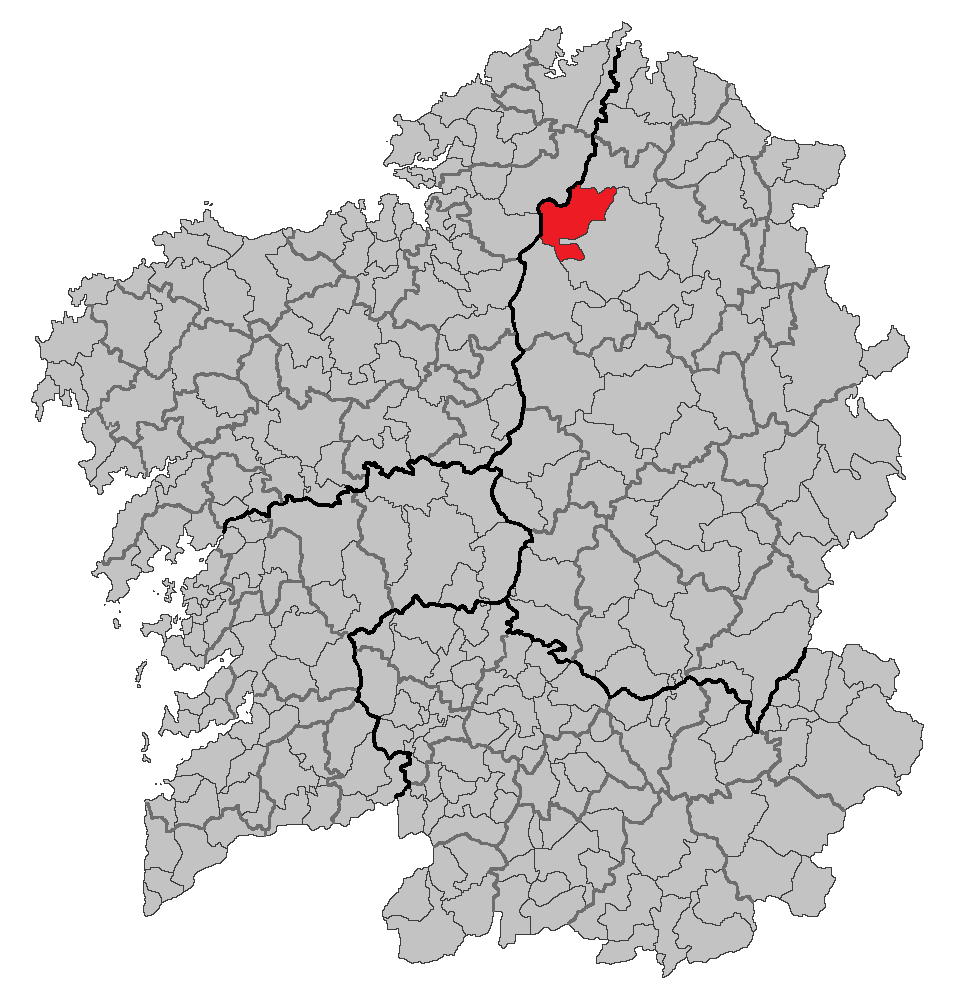
Localização de Germade

Germade (em galego, Xermade; em espanhol, Germade) é um município da Espanha na província de Lugo, comunidade autónoma da Galiza, de área  km² com população de 2318 habitantes (2007) e densidade populacional de 14,79 hab/km².

## Demografia
| Variação demográfica do município entre 1991 e 2004 | Variação demográfica do município entre 1991 e 2004 | Variação demográfica do município entre 1991 e 2004 | Variação demográfica do município entre 1991 e 2004 |
| --------------------------------------------------- | --------------------------------------------------- | --------------------------------------------------- | --------------------------------------------------- |
| 1991                                                | 1996                                                | 2001                                                | 2004                                                |
| 3134                                                | 2938                                                | 2553                                                | 2464                                                |